# Kaunergrat
Der Kaunergrat ist ein knapp 30 Kilometer langer Gebirgszug der Ötztaler Alpen in Tirol. Dabei ist der Kaunergrat der mittlere der drei vom eisbedeckten Weißkamm nordwärts ziehenden Kämme und liegt somit zwischen dem Glockturmkamm im Westen und dem Geigenkamm im Osten. Seine Gipfel sind sowohl schroffer als auch höher und damit auch stärker vergletschert als die der beiden Nachbarkämme.
Im Osten wird der Kaunergrat vom Pitztal, im Westen vom Kaunertal umgrenzt. Er beginnt im Süden beim vergletscherten Ölgrubenjoch (3044 m ü. A.), im Norden schließt er beim Inntal ab. Der Kaunergrat erstreckt sich über das Gemeindegebiet der Gemeinden Arzl im Pitztal, Wenns, Jerzens, Fließ, Prutz, Faggen, Kaunerberg, Kauns, Kaunertal und St. Leonhard im Pitztal. Auf dem Gebiet befindet sich seit 1999 der Naturpark Kaunergrat.

## Gipfel und Joche des Kaunergrats

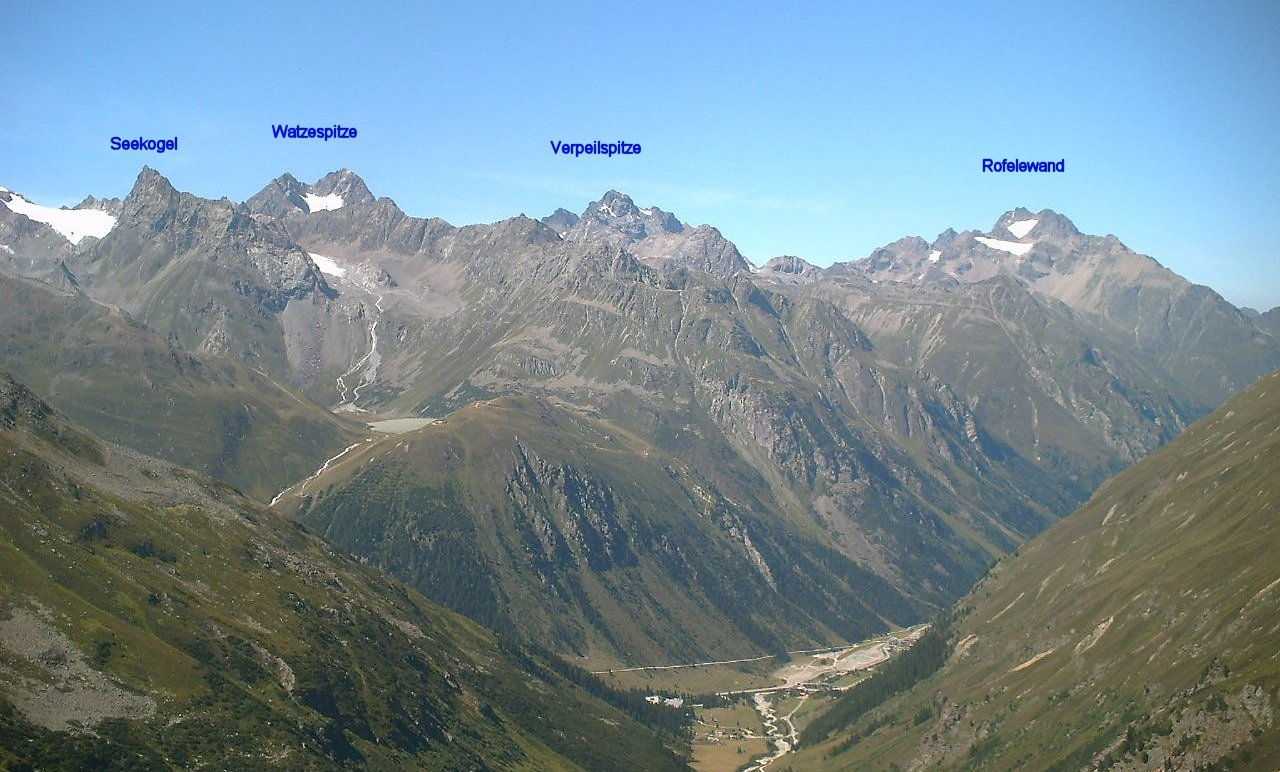
Panorama der wichtigsten Gipfel von Osten

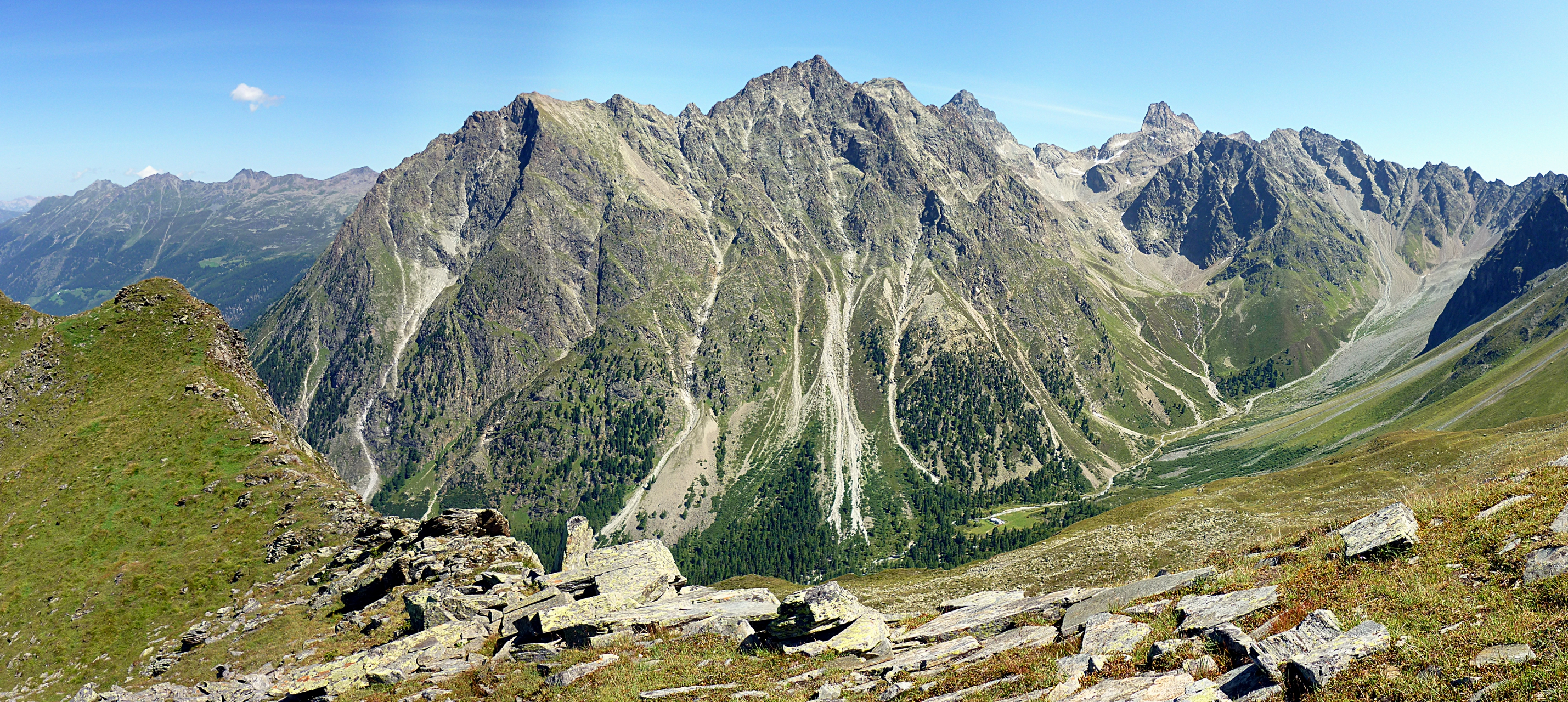
Panorama des Verpeiltals mit Schweikert, Hochrinneck, Gsallkopf, Rofelewand und Sonnenkögel

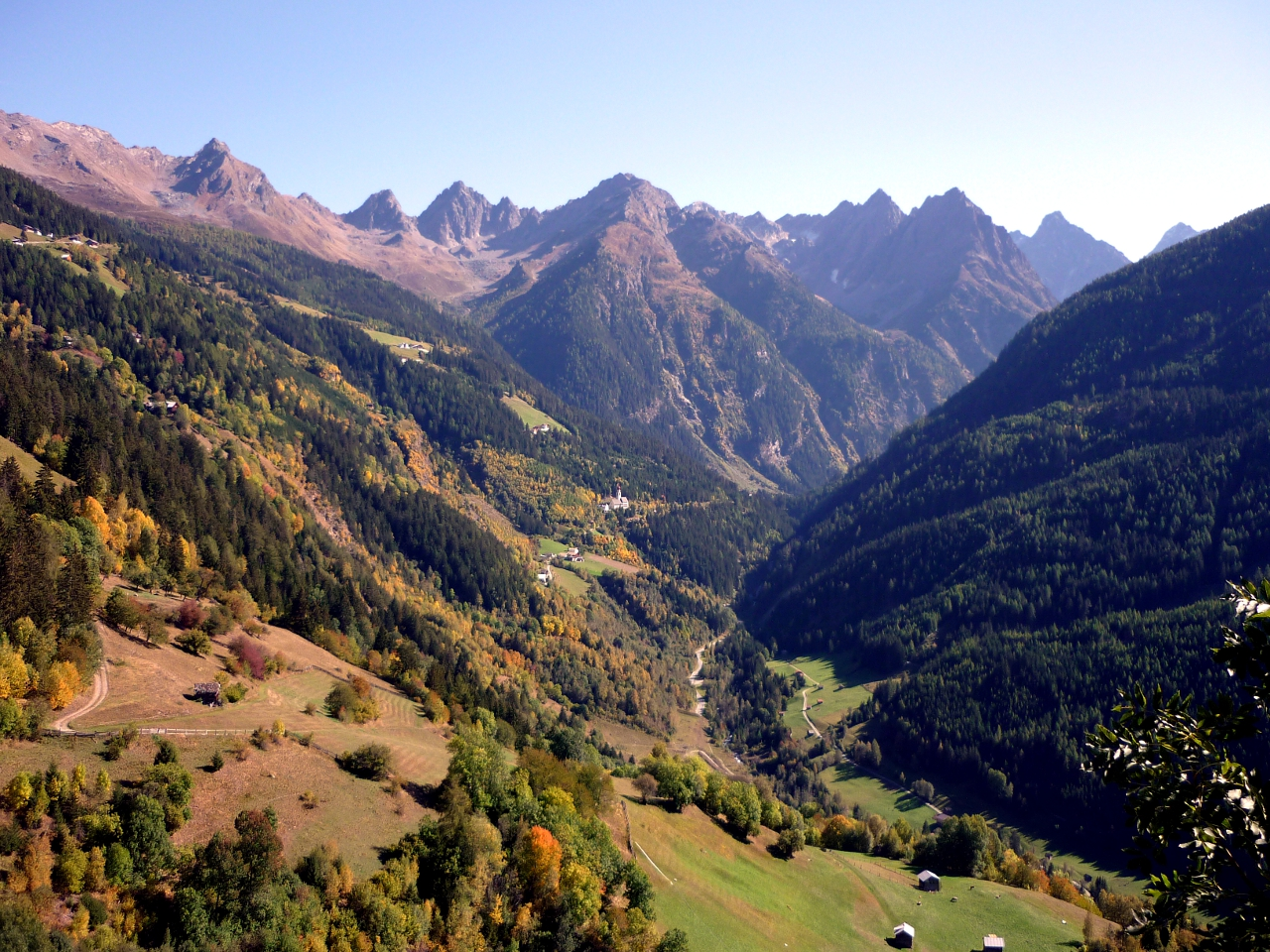
Kaunergrat vom Kaunerberg

Die meisten der 39 Dreitausender des Kaunergrats weisen oft über 500 Meter hohe Steilflanken und scharfe Grate auf, wie sie sonst im Urgestein eher selten sind. Höchster Gipfel ist die Watzespitze (3532 m ü. A.), der wohl prominenteste Gipfel im Kaunergrat. Als der technisch schwierigste Gipfel gilt jedoch der extrem schroffe Seekogel (3357 m ü. A.).
Weitere bedeutende Gipfel sind die Vordere Ölgrubenspitze (3456 m ü. A.), der Rostizkogel (3394 m ü. A.), die Rofelewand (3353 m ü. A.) und die Verpeilspitze (3423 m ü. A.). Siehe dazu auch die Liste der Dreitausender im Kaunergrat.
Den Endpunkt und sozusagen „Nordpfeiler“ des Kaunergrats ist die südlich des Kreuzjöchls aufragende Hohe Aifnerspitze (2786 m ü. A.).
Im Folgenden eine Aufstellung der höchsten Gipfel und einiger Joche des Kaunergrats (nach der Höhe sortiert):
- Watzespitze, 3532 m
- Bliggspitze, 3454 m
- Vordere Ölgrubenspitze, 3452 m
- Verpeilspitze, 3423 m
- Rostizkogel, 3394 m
- Ölgrubenkopf, 3392 m
- Schwabenkopf, 3378 m
- Eiskastenspitze, 3373 m
- Seekogel, 3358 m
- Rofelewand, 3353 m
- Löcherkogel, 3324 m
- Hinterer Eiskastenkopf, 3299 m
- Hintere Ölgrubenspitze, 3296 m
- Nördlicher Hapmeskopf, 3289 m
- Gsallkopf (auch: Griesskogel), 3277 m
- Mittlerer Eiskastenkopf, 3259 m
- K2, 3253 m
- Südlicher Hapmeskopf, 3237 m
- Wurmtaler Kopf, 3228 m
- Seekarlesschneid, 3207 m
- Totenkarköpfl, 3193 m
- Östlicher Sonnenkogel, 3163 m
- Mittlerer Sonnenkogel, 3130 m
- Gamezkogel, 3126 m
- Wannetspitze, 3100 m
- Parstleswand, 3096 m
- Wurmtalerjoch, 3089 m
- Vorderer Eiskastenkopf, 3086 m
- Rostizjoch, 3083 m
- Großer Dristkogel, 3058 m
- Hochrinnegg, 3058 m
- Plangeroßkopf, 3053 m
- Hoher Kogel, 3047 m
- Ölgrubenjoch, 3044 m
- Brehnkogel (auch: Hoher Radlstein), 3025 m
- Madatschjoch, 3020 m
- Westlicher Sonnenkogel, 3008 m
- Grubenkarspitze, 3000 m
- Schalwand (auch: Schwarzwand), 2942 m
- Kleiner Dristkogel (auch: Pauschlerkogel), 2934 m
- Watzekopf, 2918 m
- Peischlkopf, 2913 m
- Mittlerer Stupfarri (auch: Neuberg), 2911 m
- Am Steinmannle, 2898 m
- Äußerer Bliggkopf, 2897 m
- Hinterer Stupfarri, 2895 m
- Zuragkogel, 2895 m
- Schneidiges Wändle, 2892 m
- Äußerer Ölgrubenkopf, 2887 m
- Ölgrubenkopf, 2879 m
- Schweikert, 2879 m
- Geilkopf, 2874 m
- Rostizscharte, 2874 m
- Vorderer Stupfarri, 2874 m
- Gallrutt-Stangenkogel, 2870 m
- Innerer Bliggkopf, 2865 m
- Hinterer Ölgrubenkopf, 2855 m
- Wallfahrtsköpfl, 2850 m
- Grubengrat, 2839 m
- Falkauner Köpfle, 2834 m
- Verpeiljoch (auch Naururer Jöchl), 2825 m
- Mittlerer Madatschturm, 2831 m
- Östlicher Madatschturm, 2831 m
- Südlicher Ölgrubenkopf, 2825 m
- Hinteres Köpfle, 2820 m
- Stupfarriköpfle, 2808 m
- Saxuirer Feuerkogel, 2806 m
- Aherkogel, 2803 m
- Hohe Aifnerspitze, 2779 m
- Madatschkopf, 2778 m
- Westlicher Madatschturm, 2777 m
- Wallfahrtsjöchl, 2766 m
- Falkaunsjoch, 2761 m
- Geilstange, 2754 m
- Parstleskogel, 2740 m
- Vorderes Köpfle, 2739 m
- Pfeifensteinschneide, 2706 m
- Stange, 2705 m
- Unterer Muttler (auch: Brühkopf), 2704 m
- Weißer Kogel, 2682 m
- Brandkogel, 2676 m
- Rötkopf, 2675 m
- s'Türele, 2677 m
- Hochschalterngrat, 2636 m
- Steinkogel, 2632 m
- Stallkogel, 2605 m
- Kreuzjöchl, 2589 m
- Seekopf, 2583 m
- Seirlöcherkogel, 2557 m
- Niedere Aifner Spitze, 2558 m
- Mooskopf, 2532 m
- Halsl, 2523 m
- Schild, 2517 m
- Venet (auch: Venetberg), 2513 m
- Wannejöchl, 2497 m
- Kreuzjoch, 2464 m
- Kitzmörder, 2435 m
- Hochwaidkopf, 2415 m
- Gietkögele, 2413 m
- Muttenkopf, 2344 m
- Rappenkopf, 2320 m
- Roßkopf, 2305 m
- Krahberg, 2208 m

Der Kaunergrat hat auch berühmte Ersteigernamen gesehen. So zeichnete sich Hermann Buhl als Erstersteiger zweier neuer Routen im Kaunergrat aus:
1. Seekarlesschneid-Nordwestpfeiler (V+) mit H. Klier, W. Purtscheller und W. Gruber 1946
2. Rofelewand-Nordgrat (bis heute als Route unwiederholt)

## Berghütten
Im Kaunergrat liegen folgende Berghütten:
- Kaunergrathütte, 2817 m
- Taschachhaus, 2434 m
- Rifflseehütte, 2293 m
- Verpeilhütte, 2025 m
- Gepatschhaus, 1928 m

## Seen
- Rifflsee, 2232 m
- Mittelberglesee, 2426 m
- Brechsee, 2145 m
- Krummer See, 2535 m
- Rietzenrieder See
- Straßbergsee, 2132 m

## Almen
- Aifner Alm
- Arzler Alm
- Falkauns Alm
- Gallruth Alm
- Goglesalm
- Galflun Alm
- Straßbergalm
- Mauchelealm
- Neubergalpe
- Rietzenrieder Alm
- Tiefentaler Alpe
- Venet Alm
- Verpeil Alm